# بازی پول
بازی پول (کره‌ای: 머니게임; لاتین‌نویسی اصلاح‌شده: Meonigeim) یک مجموعهٔ تلویزیونی کره جنوبی سال ۲۰۲۰ با بازی گو سو، لی سونگ مین و شیم اون کیونگ است. این مجموعه از ۱۵ ژانویه تا ۵ مارس ۲۰۲۰، روزهای چهارشنبه و پنجشنبه ساعت ۲۱:۳۰ (کی‌اس‌تی) از تی‌وی‌ان برای ۱۶ قسمت پخش شد.